# Ryjkogłowy
Ryjkogłowy, ryjokrętki (Kinorhyncha), szczotkoryjce – typ małych (0,2–1 mm), wyłącznie morskich, drapieżnych bezkręgowców, do którego zalicza się ponad 150 gatunków. Charakterystyczną cechą ryjkogłowych jest obecność pięciu lub sześciu rzędów pierścieniowo ułożonych haczyków na głowie. Wyraźnie widoczna jest również zewnętrzna segmentacja oskórkowa, wynikająca z obecności kutikularnych płytek na powłoce ciała. Poza tą cechą nie są podobne do innych zwierząt o metamerycznej budowie ciała.  W starszej literaturze stosowano również nazwę Echinodera.

## Występowanie
Przedstawicieli tej grupy odnajduje się w bentosie oceanicznym na wszelkich głębokościach i we wszystkich oceanach świata. Ryjkogłowy żywią się tym, co znajdą w mule, m.in. okrzemkami.

## Budowa zewnętrzna
Ciało ryjkogłowych zbudowane jest z trzech odcinków: głowowego, szyjnego i tułowiowego; można też wyróżnić charakterystyczny ryjek (introwert) jako osobny odcinek ciała. Powierzchnia ciała pokryta jest oskórkiem podzielonym na 13–14 pierścieni – zonitów – które sprawiają wrażenie, jakby zwierzęta te były segmentowane. Aby jednak mówić o segmentacji, musi ona obejmować również wnętrze ciała, np. objawiać się w budowie układu mięśniowego – ciało ryjkogłowów wykazuje pozorną, zewnętrzną segmentację, co zoologowie podsumowują określeniem "pseudosegmentacja".
Pierwszy pseudosegment – głowowy – pokryty jest wieńcem skierowanych ku tyłowi chitynowych wyrostków zwanych skalidami lub sztyletami. Na jego przedzie ulokowany jest otwór gębowy, który może być hydraulicznie wysuwany lub chowany w gardziel; stąd nazwa: ryjek lub introwert. Ryjek wyposażony jest w wieniec sztyletów, niezastąpionych przy zdobywaniu pokarmu i walce o przetrwanie. Drugi pseudosegment – szyjny – pokryty jest płytkami – placidami – które tworzą nieprzepuszczalną pokrywę dla odcinka głowowego, gdy ten zostanie wciągnięty w głąb tułowia w sytuacji zagrożenia i paniki. Pozostałe segmenty tułowia również zabezpieczone są oskórkowymi płytkami – brzusznymi oraz grzbietowymi. Po stronie brzusznej występują ponadto narządy adhezyjne wydzielające lepką substancję pozwalającą ryjkogłowym przyczepiać się do podłoża. Na brzegach płytek umieszczone są skierowane ku tyłowi ruchliwe kolce, spełniające podobną funkcję, co szczecinki dżdżownic – zaczepiając się o podłoże, umożliwiają postępowy ruch naprzód. Nieprzypadkowo również skalidy głowowe skierowane są ku tyłowi: gdy sytuacja wymaga wwiercenia się w muł, stopniowe wysuwanie ryjka i hydrauliczne sprężanie całego ciała pozwalają na zręczne zagłębianie, a stawiany przez kolce opór zapobiega cofaniu się ciała i wyślizgiwaniu z norki.

## Budowa wewnętrzna
Ryjkogłowy wyposażone są w kilka warstw mięśni poprzecznie prążkowanych ułożonych podłużnie i okrężnie. Do naskórka przylega układ nerwowy, składający się z centralnych zwojów okołogardzielowych oraz podłużnych pni nerwowych, wykazujących zgrubienia odpowiadające poszczególnym zonitom. Jak u wielu innych bezkręgowców (np. brzuchorzęski) porastające ciało szczecinki nie służą tylko dla ozdoby: zdolne są wykrywać drobne ruchy wody, a nawet obecność charakterystycznych związków chemicznych. U niektórych gatunków morskich odnaleziono ponadto pigmentowane kubki pełniące funkcję fotoreceptorów lub, inaczej mówiąc, oczek.
Jama ciała wypełniona jest płynem, którego turgor kontroluje układ wydalniczy typu protonefrydialnego. Układ pokarmowy składa się z krótkiej jamy gębowej, umięśnionej gardzieli, przełyku oraz jelita środkowego zwanego żołądkiem i krótkiego jelita tylnego. Występują dwie pary gruczołów trawiennych: uchodzące do przełyku, zwane ślinowymi, oraz uchodzące do żołądka, zwane trzustkowymi. Żołądek nie jest urzęsiony. Ryjkogłowy odżywiają się resztkami organicznymi i jednokomórkowymi glonami wciąganymi do jamy gębowej przez pompujące ruchy gardzieli.

## Rozmnażanie
Zwierzęta te są rozdzielnopłciowe. U samic jajowody wyposażone są w zbiorniczki nasienne. U samców nasieniowód uchodzi w prącie uzbrojone w szczecinki i haki, przydatne przy kopulacji. Kolcogłowy są jajorodne. Z jaja wykluwa się larwa o często niepełnej ilości zonitów, które są uzupełniane przy kolejnych wylinkach.

## Systematyka
Przedstawicieli tej grupy dzieli się na 2 rzędy oraz 8 rodzin. Przedstawiciele rzędu Cyclorhagida posiadają 14–16 placidów i potrafią wciągać do wnętrza ciała wyłącznie ryjek. Ryjkogłowy z rzędu Homalorhagida natomiast posiadają zaledwie 4–8 placidów, mają jednak zdolność wciągania również odcinka głowowego.
- rząd: Cyclorhagida
  - podrząd: Cyclorhagae
    - rodzina: Centroderidae
    - rodzina: Echinoderidae
    - rodzina: Dracoderidae

  - podrząd: Cryptorhagae
    - rodzina: Semnoderidae

  - podrząd: Protorhagae
    - rodzina: Zelinkaderidae
    - rodzina: Antigoderidae
- rząd: Homalorhagida
  -     - rodzina: Pycnophyidae
    - rodzina: Neocentrophyidae

Ryjkogłowy były dawniej zaliczane do obleńców. Obecnie uznaje się ich odrębność i wyróżnia jako własny typ, blisko spokrewniony z kolczugowcami i niezmogowcami, z którymi tworzą klad Scalidophora.